# Bindoy
Bindoy è una municipalità di quarta classe delle Filippine, situata nella Provincia di Negros Oriental, nella regione di Visayas Centrale.
Bindoy è formata da 22 baranggay:
- Atotes
- Batangan
- Bulod
- Cabcaban
- Cabugan
- Camudlas
- Canluto
- Danao
- Danawan
- Domolog
- Malaga

- Manseje
- Matobato
- Nagcasunog
- Nalundan
- Pangalaycayan
- Peñahan
- Poblacion (Payabon)
- Salong
- Tagaytay
- Tinaogan
- Tubod